# Трендафил Митев
Трендафил Атанасов Митев е български политолог и историк, председател на Македонския научен институт от 2008 до 2014 г.

## Биография
Роден е на 15 март 1950 година в София. През 1972 година завършва специалност История в Софийския университет. Негови са трудовете „Налагането на личния режим на княз Фердинанд и социалдемокрацията в България“ от 1981 година, „Генерал Георги Вазов: Военно-политическа биография“ и „Генерал Никола Иванов: Военно-политическа биография“ (1985). Специализира в Киев, Санкт Петербург, Краков, Южноилинойския и Станфордския университет. Докторска дисертация на тема „Българската патриотична емиграция в Новия свят (1912-1945)“ защитава през 1995 година.
Трендафил Митев е автор на 14 научни монографии, сред които „Македонобългарския Централен комитет в САЩ (1918-1919)“, „Българската емиграция в Америка и борбите за освобождението на Македония“, „Документи за Македония на българската емиграция в САЩ, Канада и Австралия (1900-1945)“ и „The Unated State of America and Macedonia (1834-1945)“. Има публикувани и десетки научно-публицистични статии в българския печат.
Професор по политология в УНСС. От 1995 година е член е на МНИ и негов председател от 2008 до 2014 година.